# Апно
Апно (словен. Apno у старијим изворима Апне) је насељено место у саставу општине Церкље на Горењскем, у покрајини Горењској која припада и Горењској регији у Републици Словенији. 

## Географија
Насеље се налази на надморској висини од 655 м, а простире се на површини од 1 км.

## Историја
Место је вероватно добила име по томе што се ту пекао креч (словен. Apno→ срп. Креч). У старим документима, место се помиње 1300 in Chalch, 1423 dacz dem Chalch in 1426 in loco dicto Kalish.
До територијалне реорганизације у Словенији насеље се налазило у саставу старе општине Крањ.

## Становништво
Приликом пописа становништва 2011. године Апно је имало 113 становника.
| Број становника по пописима | Број становника по пописима | Број становника по пописима |
| --------------------------- | --------------------------- | --------------------------- |
| 1991                        | 2002                        | 2011                        |
| 67                          | 85                          | 113                         |

Напомена: Године 1994. смањено за део насеља који је проглашен за ново самостално насеље Равне.

## Културна баштина
У насељу Апно налазе 2 регистрована непокретна културна добра Републике Словеније. Оба добра су сакрални објекти: Капелица у селу саграђена у другој половини 29. века на месту срушене капеле и Распеће на северном ободу насеља са краја 19 и почетка 20. века